# Niklas Ek
Niklas Ek, né le 16 juin 1943 à Stockholm, est un danseur de danse moderne et un acteur suédois.

## Biographie

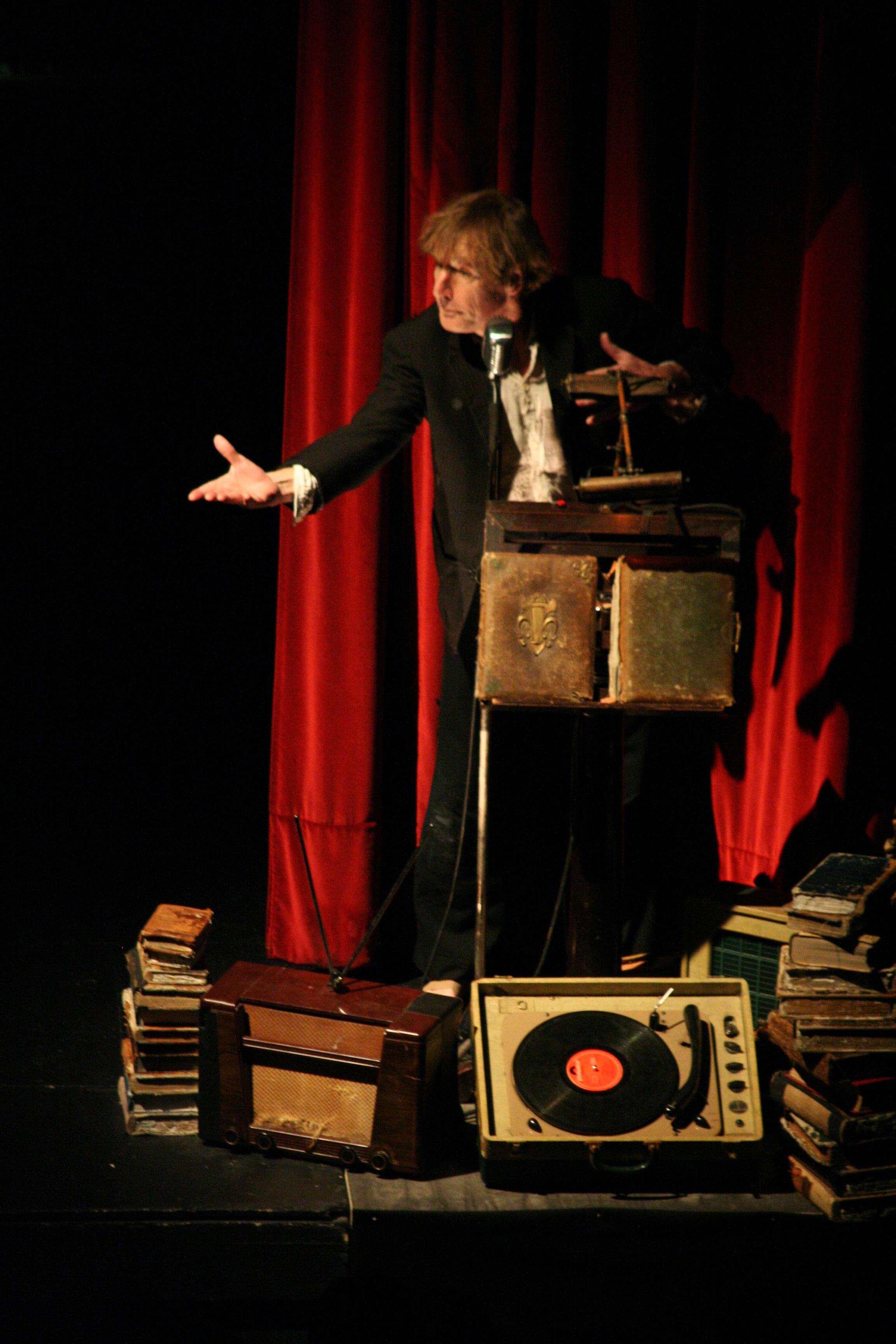
La Veillée des Abysses (en 2008) de James Thierrée

Niklas Ek est le fils d'Anders Ek et de la chorégraphe Birgit Cullberg, ainsi que le frère du chorégraphe Mats Ek. Son contexte familial l'a naturellement poussé vers la danse. Il intègre le Ballet du XXe siècle dirigé par Maurice Béjart où il danse de nombreuses années. En parallèle il joue dans divers films pour la télévision suédoise.
Mats Ek, son frère, lui a écrit le duo Smoke, dédié et dansé également à Sylvie Guillem (1995). À plus de soixante ans, il danse et joue aussi pour James Thierrée dans le spectacle La Veillée des abysses (2003) qui remportera un grand succès international.

## Filmographie
- 1986 : Bröderna Mozart de Suzanne Osten
- 2005 : Bye Bye Blackbird de Robinson Savary